# Springfield (Colorado)
Springfield è un centro abitato (town) degli Stati Uniti d'America e capoluogo e città più popolosa della contea di Baca nello Stato del Colorado. La popolazione era di 1,451 persone al censimento del 2010.

## Storia
Prende il nome dalla città di Springfield, nel Missouri.

## Geografia fisica
Springfield è situata a 37°24′24″N 102°37′02″W (37.406629, -102.617243).
Secondo lo United States Census Bureau, ha un'area totale di 1,1 miglia quadrate (2,9 km²).

## Società

### Evoluzione demografica
Secondo il censimento del 2010, c'erano 1,451 persone.

### Etnie e minoranze straniere
Secondo il censimento del 2010, la composizione etnica della città era formata dal 94,88% di bianchi, l'1,15% di nativi americani, lo 0,19% di asiatici, il 2,56% di altre razze, e l'1,22% di due o più etnie. Ispanici o latinos di qualunque razza erano il 5,83% della popolazione.